# عبد الكريم الممتن
عبد الكريم حسين الممتن الأحسائي (1886 - 23 فبراير 1956) فقيه مسلم وشاعر سعودي في القرن 20 م/ 14 هـ.  ولد في الجبيل في الأحساء شرقي الجزيرة العربية ونشأ بها في عائلته شيعية اثنا عشرية. تلقى تعليمه المبكر على والده، ثم حضر دروس موسى بو خمسين في مدينة الهفوف ثم في النجف على ناصر الأحسائي. عمل بالتدريس في الأحساء وتتلمذ عليه عدد من طلاب. عمل إمامًا وواعظًا ومأذونًا شرعيًا لعدد من القرى، فضلاً عن القيام بالتدريس، ووكالته لمحسن الحكيم. توفي في مسقط رأسه ودفن بها. 

## سيرته
ولد عبد الكريم بن حسين بن محمد بن أحمد الممتن الأحسائي في منطقة الجبيل إحدى قرى الأحساء سنة 1304 هـ ونشأ في مسقط رأسه ومسكن أسرته وفيها أخذ أوائل تحصيله العلمي على يد والده حسين ثم انتقل إلى النجف وهناك حضر بحث ناصر الأحسائي. أصبح من فضلاء الأحساء وبالإضافة إلى تفوقه العلمية الفقهية كان شاعراً بارعاً وبرز أيضا بقوة الجدل والمناظرة في علمي النحو والمنطق. كما أن له يدا في علم الفلك. 

من أساتذته والده الشيخ حسين الممتن وموسى أبي خمسين الأحسائي وناصر الأحسائي ومحسن الحكيم. من تلامذته حسن بن عبد المحسن الجزيري وأخوه عبد الرحيم الممتن (المتوفى 1388هـ ) وحسين بن حسن الشايب العمراني ومحمد بن حسين المبارك.

توفي في الأحساء ليلة الجمعة 12 رجب 1375 هـ/ 23 فبراير 1956 م وقد رثاه جماعة من الأدباء والشعراء منهم كاظم مطر.

## شعره
تعددت أغراض شعره ولكنه في إطار تقليدي وهو يعد من الشعراء البارزين في الأحساء الذين عاشوا في القرن الرابع عشر هـ. «نظم في المديح النبوي ومديح آل البيت، والرثاء والتأريخ والمساجلات للدفاع عن العقيدة، اعتمد أسلوب الأراجيز، وحاكى النسق الموشحي، وغلب على شعره التشطير والتخميس وأظهر تفوقًا فيهما». من شعره مؤرخا هدم قباب البقيع (1344 هـ/1925 م):

## مؤلفاته
- ديوان مخطوط يضم 500 بيت.
- أرجوزة فقهية استدلالية للرد على من حرم شرب التبغ، 64 بيتًا.